# Przodkowo (gmina)
Przodkowo est une gmina rurale du powiat de Kartuzy, Poméranie, dans le nord de la Pologne. Son siège est le village de Przodkowo, qui se situe environ 8 km au nord-est de Kartuzy et 23 km à l'ouest de la capitale régionale Gdańsk.
La gmina couvre une superficie de 85,39 km2 pour une population de 10 873 habitants en 2022.

## Géographie
La gmina inclut les villages de Bagniewo, Barwik, Bielawy, Brzeziny, Buczyno, Bursztynik, Czarna Huta, Czeczewo, Gliniewo, Hejtus, Hopy, Kawle Dolne, Kawle Górne, Kczewo, Kłosówko, Kłosowo, Kłosowo-Piekło, Kłosowo-Wybudowanie, Kobysewo, Kosowo, Krzywda, Masłowo, Młynek, Nowe Tokary, Osowa Góra, Otalżyno, Piekiełko, Pomieczyno, Pomieczyno Małe, Przodkowo, Przodkowo Działki, Przodkowo-Wybudowanie, Rąb, Smołdzino, Sośniak, Stanisławy, Szarłata, Tokarskie Pnie, Tokary, Trzy Rzeki, Warzenko, Warzeńska Huta, Wilanowo, Załęskie Piaski et Załęże.
La gmina borde les gminy de Kartuzy, Szemud et Żukowo.